# Pseudanastatica dichotoma
Pseudanastatica dichotoma là một loài thực vật có hoa trong họ Cải. Loài này được Grossh. miêu tả khoa học đầu tiên.